# RV Hero
El RV Hero fue un buque oceanográfico que operó en la Antártida para la Fundación Nacional de Ciencias de los Estados Unidos entre 1968 y 1984. Fue dado de baja en 1984 y se hundió parcialmente en 2017 después de una tormenta en Bay Center, Washington.

## Hundimiento
El 4 de marzo de 2017, después de estar varios años dado de baja, el Hero se hundió parcialmente en su muelle en Bay Center después de una tormenta y la deconstrucción se llevó a cabo en el otoño de 2022 retirando lo que quedaba del barco medio hundido.